# Bic, Sălaj
Bic este o localitate componentă a orașului Șimleu Silvaniei din județul Sălaj, Transilvania, România. Se află la 3 km de orașul Șimleu Silvaniei.
 Acest articol despre o localitate din județul Sălaj este deocamdată un ciot. Puteți ajuta Wikipedia prin completarea lui.